# Lilly Schmidt
Lilly Schmidt (* 18. August 1996 in Suhl) ist eine deutsche Volleyballspielerin.

## Karriere
Schmidt spielt seit 2005 in ihrer Heimatstadt beim VfB 91 Suhl. Die junge Libera spielt hauptsächlich in der zweiten Mannschaft des Bundesligisten. In der Saison 2011/12 stand sie im Kader des Erstliga-Teams und kam auch im DVV-Pokal und im europäischen Challenge Cup zum Einsatz.